# The Great Gay Road
The Great Gay Road é um filme de drama produzido no Reino Unido e lançado em 1931. Foi baseado no romance de 1910 The Great Gay Road, de Tom Gallon.